# Tonna galea
Tonna galea är en snäckart som först beskrevs av Carl von Linné 1758.  Tonna galea ingår i släktet Tonna och familjen tunnsnäckor. Inga underarter finns listade i Catalogue of Life.

## Bildgalleri

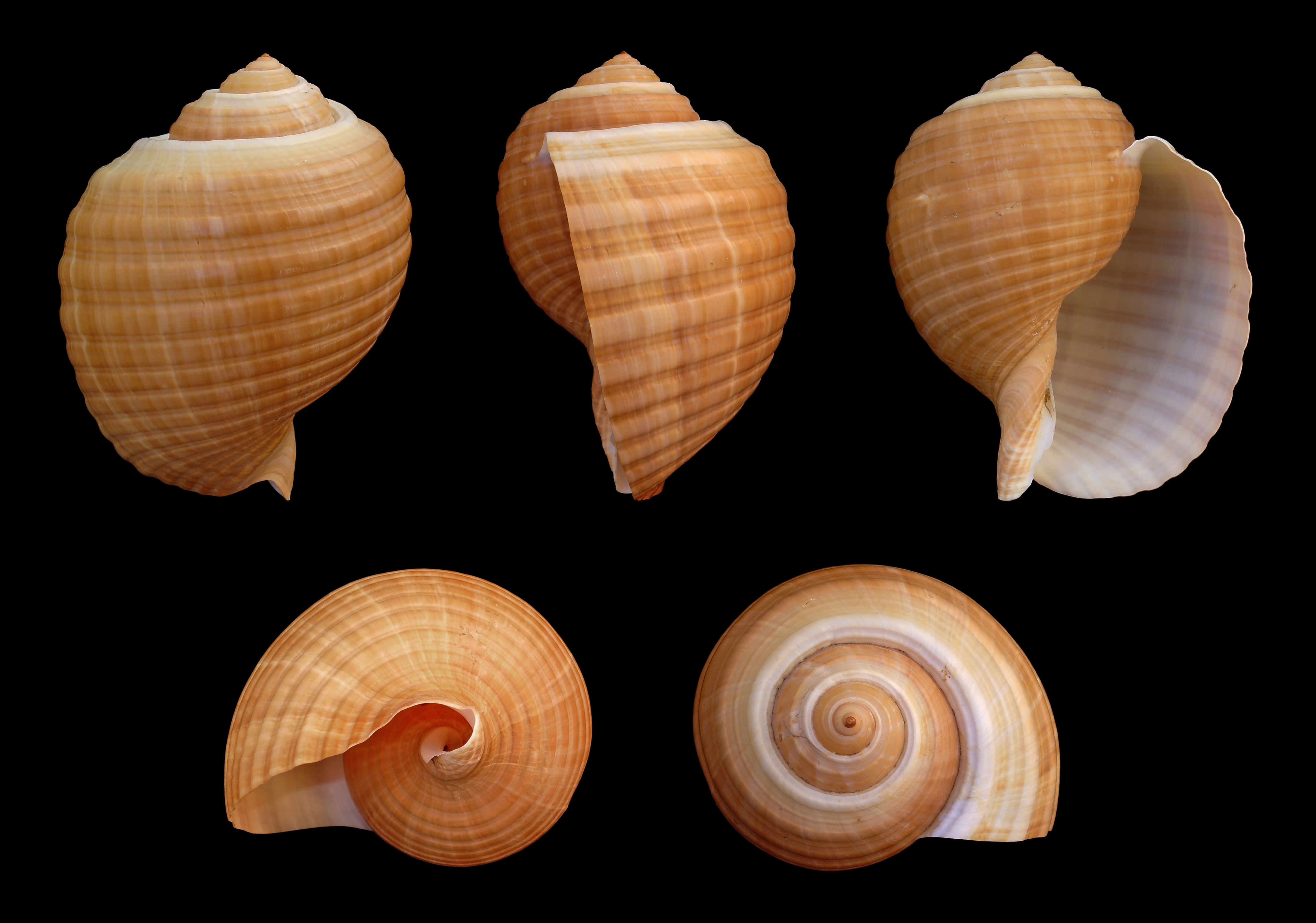
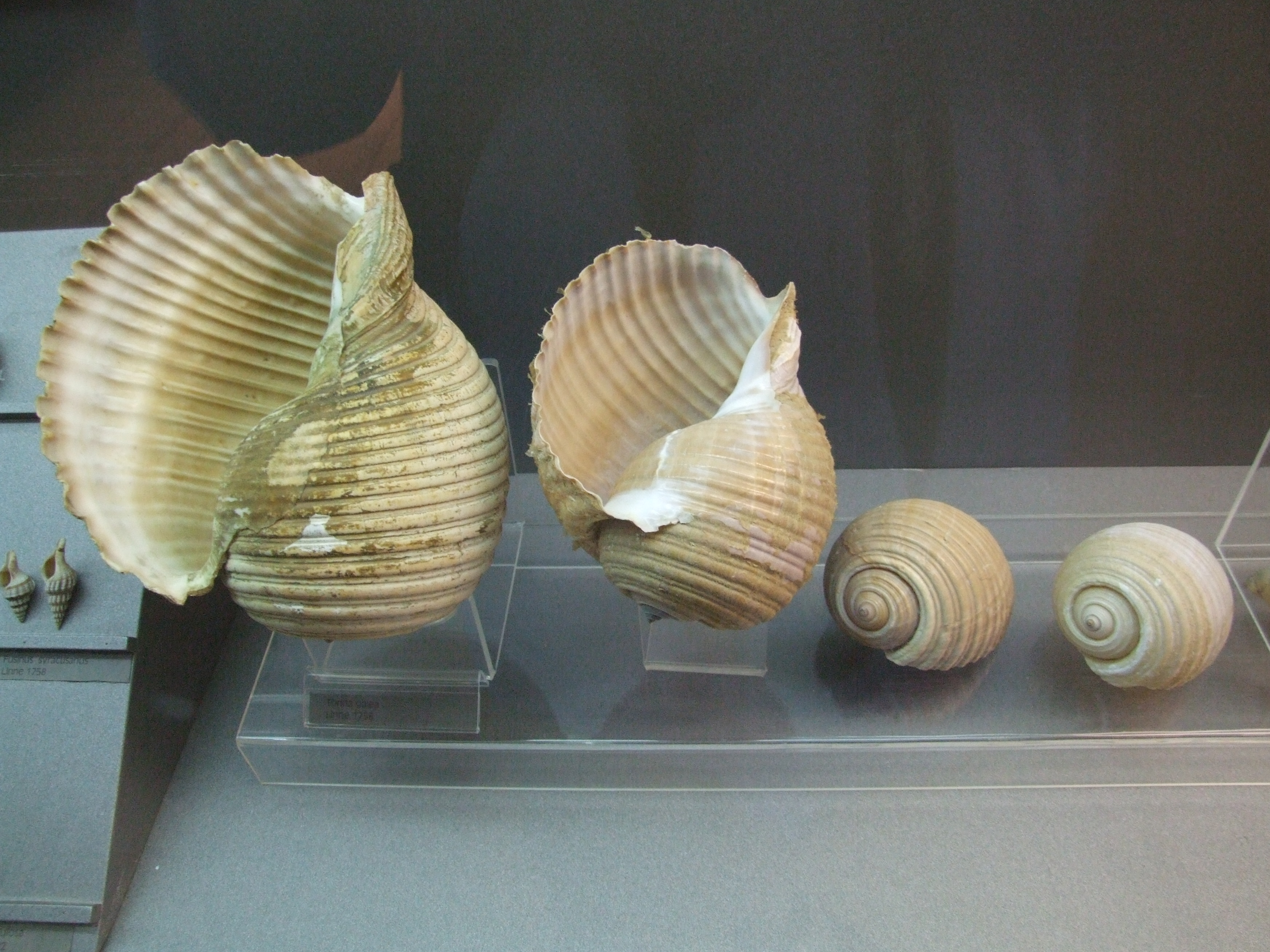
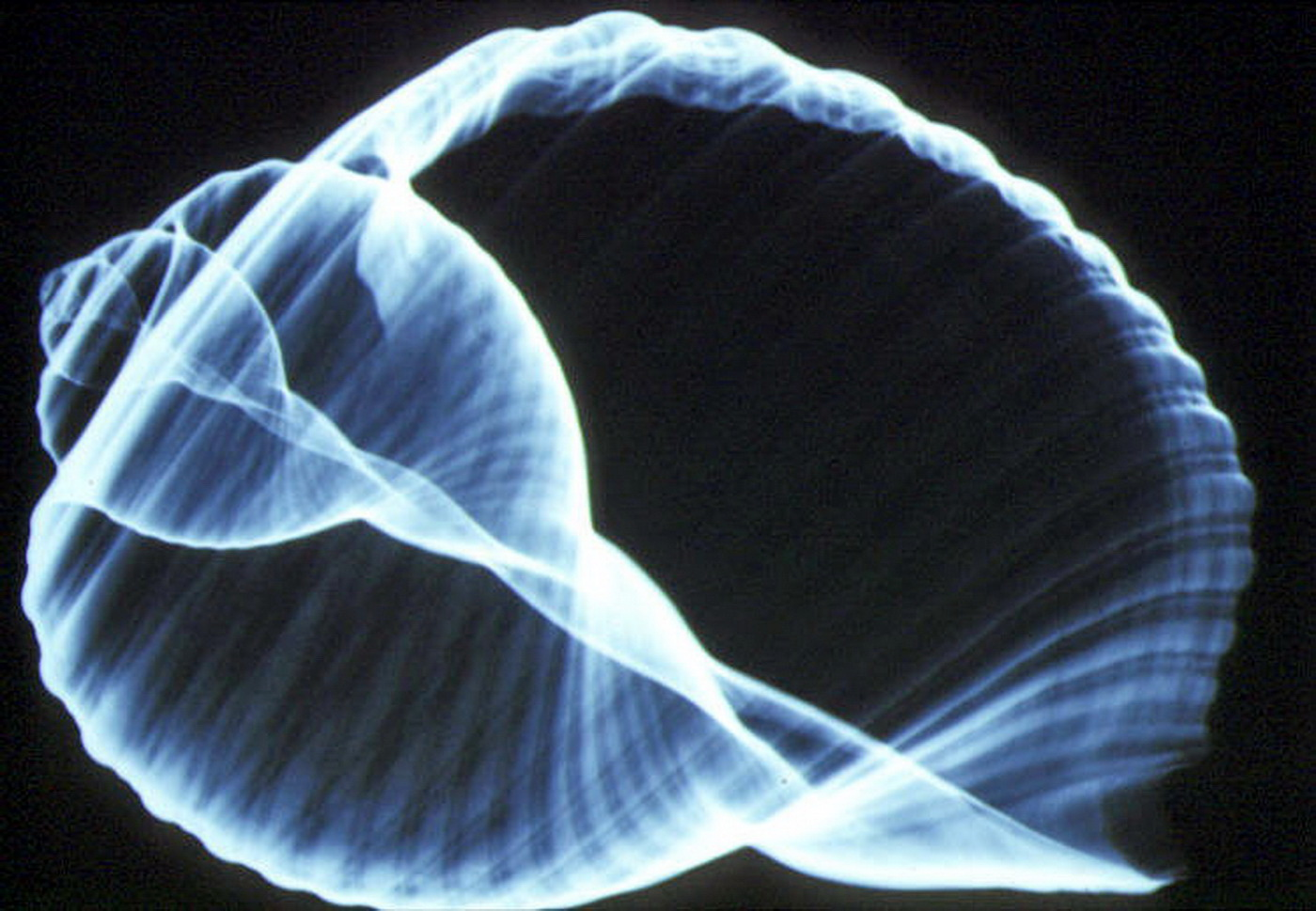
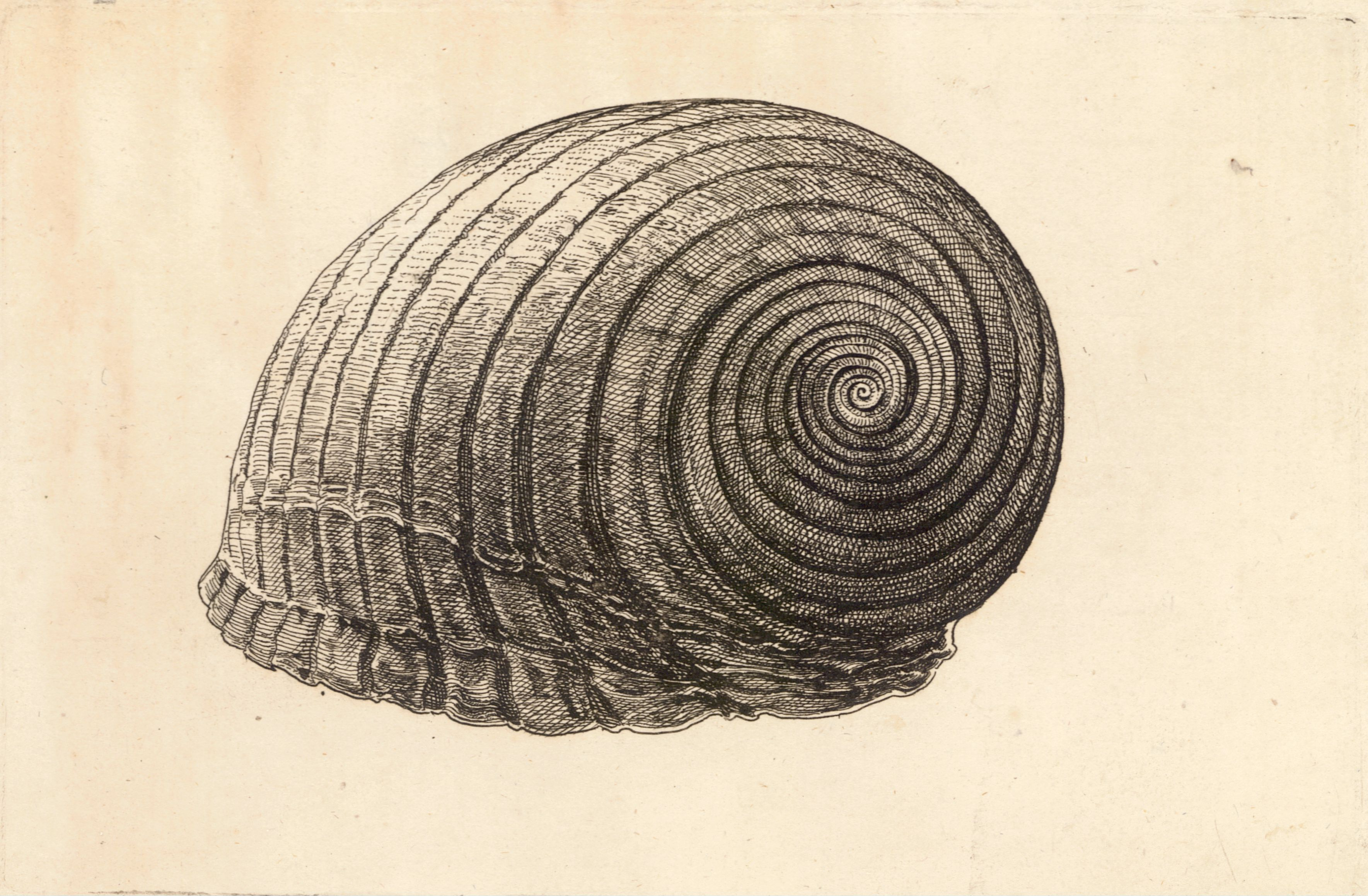